# Công trình xanh
Công trình xanh (hay còn gọi là kiến trúc xanh hoặc toà nhà thân thiện môi trường) là sự kết hợp giữa kiến trúc và áp dụng quá trình mang tính chất thân thiện với môi trường và tận dụng tối ưu tài nguyên trong suốt toàn bộ chu kì hoàn thành của một toà nhà: từ lúc lên kế hoạch thiết kế, xây dựng, hoạt động, bảo trì, cải tạo và phá huỷ. Điều này đòi hỏi sự hợp tác chặt chẽ của nhà thầu, kiến trúc sư, kỹ sư và khách hàng ở tất cả các giai đoạn của dự án. Việc thực hiện Công trình xanh mở rộng và bổ sung các mối liên quan về kinh tế tiện ích, sự bền vững và thoải mái trong các thiết kế kiến trúc cổ điển.
Hệ thống kiểm soát năng lượng và thiết kế phù hợp môi trường (LEED) là hệ thống xếp hạng các thiết kế, xây dựng, vận hành và bảo trì của công trình xanh được phát triển bởi Hội đồng công trình xanh Hoa Kỳ. Những hệ thống chứng nhận khác xác định tính bền vững của toà nhà BREEAM Anh (phương pháp đánh giá môi trường thiết lập nghiên cứu xây dựng) cho các toà nhà và sự phát triển quy mô lớn. Hiện tại, Hội đồng xây dựng công trình xanh thế giới đang tiến hành nghiên cứu về ảnh hưởng của các công trình xanh đến sức khỏe và năng suất của người dùng và đang hợp tác với Ngân hàng Thế giới để thúc đẩy các Công trình xanh tại Emerging Markets thông qua EDGE (Xuất sắc trong thiết kế cho hiệu quả cao hơn) Chương trình chuyển đổi thị trường và chứng nhận. Ngoài ra còn có các công cụ khác như Green Star ở Úc và Chỉ số Xây dựng Xanh (GBI) được sử dụng phổ biến ở Malaysia.
Mặc dù các công nghệ mới liên tục được phát triển để bổ sung cho quá trình thực hành hiện tại trong việc tạo ra các công trình xanh hơn, mục tiêu chung của các công trình xanh là giảm tác động tổng thể của môi trường xây dựng lên sức khỏe con người và môi trường tự nhiên bằng cách:
- Sử dụng hiệu quả năng lượng, nước và các tài nguyên khác.
- Bảo vệ sức khỏe của người cư ngụ và cải thiện năng suất của nhân viên
- Giảm chất thải, ô nhiễm và suy thoái môi trường [3]

Một khái niệm tương tự là kiến trúc tự nhiên, thường có quy mô nhỏ hơn và có xu hướng tập trung sử dụng nguyên liệu tự nhiên có sẵn ở khu vực. Những chủ đề liên quan khác bao gồm thiết kế bền vững và kiến trúc xanh. Tính bền vững có thể được định nghĩa là đáp ứng nhu cầu của các thế hệ hiện tại mà không ảnh hưởng đến khả năng của các thế hệ tương lai để đáp ứng nhu cầu của họ. Mặc dù, những chương trình toà nhà xanh không đưa ra biện pháp cho vấn đề cải tiến nhà ở, những người khác làm, đặc biệt là thông qua các chương trình công cộng để nâng cấp hiệu quả năng lượng. Nguyên tắc xây dựng xanh có thể dễ dàng được áp dụng để trang bị thêm công việc cũng như xây dựng mới. 
Một báo cáo của quản lý dịch vụ tổng hợp của Mĩ chỉ ra 12 toà nhà thân thiện với môi trường có chi phí vận hành thấp hơn và năng suất sử dụng nhiên liệu hiệu quả hơn. Ngoài ra, những người cư trú đạ hài lòng với toà nhà thân thiện môi trường hơn là những toà nhà cổ điển. Đây là những toà nhà thân thiện môi trường.

## Giảm tác động môi trường

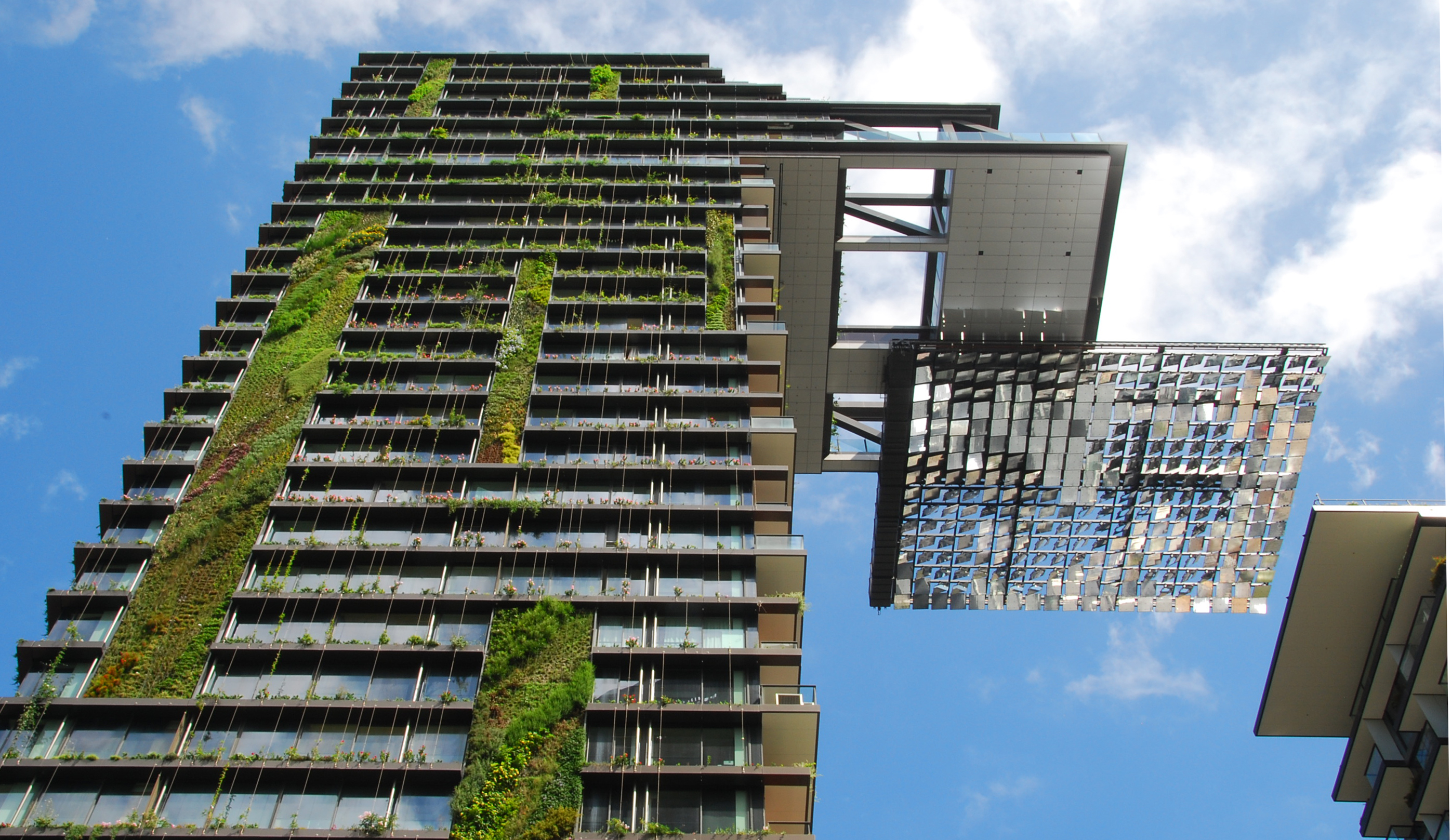
Vườn treo ở Central Park, Sydney

Trên toàn cầu, các công trình chịu trách nhiệm phần lớn sự tiêu thụ năng lượng, điện, nước và vật liệu. Ngành xây dựng có tiềm năng mạnh nhất cho việc cung cấp một lượng giảm khí thải đáng kể với chi phí rất ít hoặc không. Các công trình chiếm 18%  lượng khí thải toàn cầu hiện nay, tương đương với 9 tỷ tấn CO2 hằng năm. Nếu các công nghệ mới trong xây dựng không được áp dụng trong thời gian tăng trưởng nhanh này, lượng khí thải có thể sẽ tăng gấp đôi vào năm 2050, theo Chương trình Môi trường Liên hợp quốc. Các hoạt động công trình xanh nhằm giảm tác động môi trường từ việc xây dựng. Vì việc xây dựng hầu như luôn luôn làm suy thoái một công trường xây dựng, không phải xây dựng tất cả là thích hợp hơn để có các công trình xanh, trong việc giảm tác động của môi trường. Nguyên tắc thứ hai là mỗi công trình nên càng nhỏ càng tốt. Quy tắc thứ ba không phải là để đóng góp cho việc trải dài, ngay cả khi các năng lượng hiệu quả nhất, phương pháp âm thanh môi trường được sử dụng trong thiết kế và xây dựng.
Các tòa nhà chiếm một lượng lớn đất đai. Theo số liệu thống kê tài nguyên quốc gia, khoảng 107 triệu mẫu Anh (430.000 km2) 107 triệu mẫu Anh (430.000 km2) đất tại Hoa Kỳ được phát triển. Cơ quan Năng lượng Quốc tế đã phát hành một ấn phẩm ước tính rằng các công trình hiện tại chịu trách nhiệm cho hơn 40% tổng tiêu thụ năng lượng thiết yếu trên thế giới và 24% lượng khí thải carbon dioxic toàn cầu.

## Mục tiêu của tòa nhà xanh

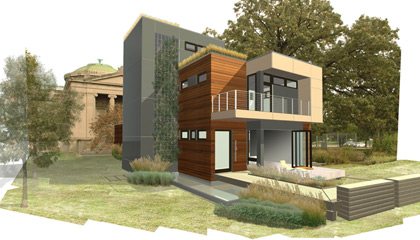
Blu Homes mkSolaire, a green building designed by Michelle Kaufmann.

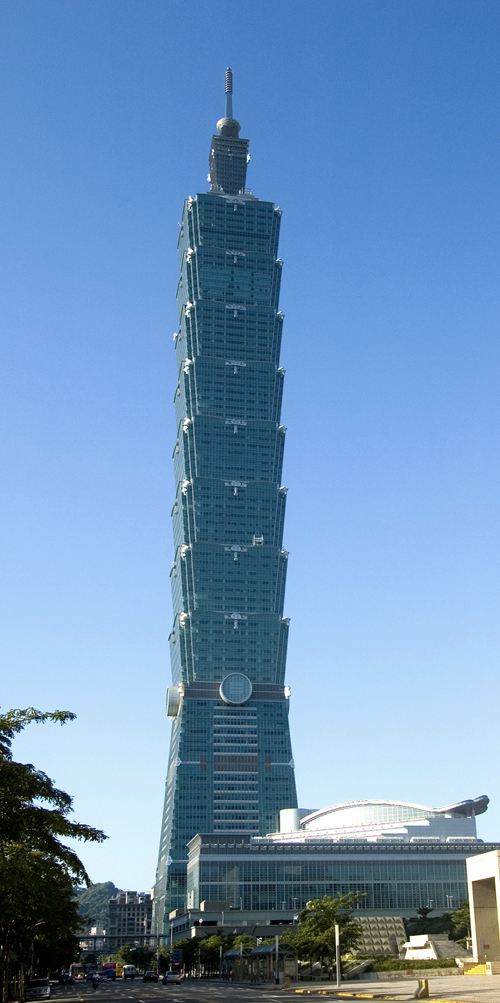
Taipei 101, the tallest and largest green building of LEED Platinum certification in the world since 2011.

Khái niệm sự phát triển bền vững có thể được truy ra từ cuộc khủng hoảng năng lượng (đặc biệt là dầu mỏ hóa thạch) và mối quan tâm về ô nhiễm môi trường của những năm 1960 và 1970. Quyển sách Rachel Carson, "Mùa xuân lặng im", xuất bản năm 1962, được coi là một trong những nỗ lực ban đầu mô tả sự phát triển bền vững liên quan đến công trình xanh. Bước chuyển của công trình xanh ở Mỹ có nguồn gốc từ nhu cầu và sự mong muốn tiết kiệm hiệu quả năng lượng hơn và thực tiễn xây dựng thân thiện với môi trường. Có một số động cơ cho các công trình xanh, bao gồm những lợi ích môi trường, kinh tế và xã hội. Tuy nhiên, các sáng kiến phát triển bền vững hiện đại đòi hỏi một thiết kế tích hợp và hiệp đồng thiết kế cho cả xây dựng mới và trong trang bị thêm của các cấu trúc hiện nay. Còn được gọi là thiết kế bền vững, cách tiếp cận này tích hợp vòng tuần hoàn xây dựng với mỗi thực tế xanh được sử dụng với mục đích thiết kế để tạo ra sức mạnh tổng hợp giữa các thực tiễn được sử dụng.
Công trình xanh đem đến hàng loạt các thực tiễn, kỹ thuật và kỹ năng để giảm thiểu và cuối cùng là loại bỏ những tác động của các công trình đối với môi trường và sức khỏe con người. Nó thường nổi bật việc lợi dụng nguồn tài nguyên tái tạo, ví dụ như, sử dụng ánh sáng mặt trời thông qua năng lượng mặt trời thụ động, năng lượng mặt trời chủ động và thiết bị quang điện, và sử dụng cây và cây thông qua tấm lợp lấy sáng, những vườn mưa và giảm dòng chảy nước mưa. Nhiều kỹ thuật khác được sử dụng, chẳng hạn như sử dụng vật liệu xây dựng có tác động thấp hoặc sử dụng sỏi nhồi hoặc bê tông thấm thay vì bê tông hoặc nhựa đường thông thường để tăng cường bổ sung nước ngầm.
Trong khi những thực tại hoặc công nghệ được sử dụng trong công trình xanh liên tục phát triển không ngừng và có thể khác nhau giữa các vùng, các nguyên tắc thiết yếu tồn tại bền bỉ từ phương pháp bắt nguồn: định vị và hiệu quả thiết kế cấu trúc, hiệu quả năng lượng, hiệu quả, hiệu quả vật liệu, trong nhà nâng cao chất lượng môi trường, vận hành và tối ưu hóa bảo trì và giảm thiểu chất thải và độc tố. Bản chất công trình xanh là sự tối ưu hóa một hay nhiều hơn những nguyên tắc này. Ngoài ra, với thiết kế hiệp đồng thích hợp, những công nghệ của công trình xanh cá nhân có thể làm việc cùng nhau để tạo ra hiệu ứng tích lũy lớn hơn.
Về mặt thẩm mỹ của công trình xanh hay thiết kế bền vững là triết lý của việc thiết kế một công trình hài hòa với các đặc tính tự nhiên và nguồn lợi xung quanh khu vực. Có một số bước quan trọng trong việc thiết kế các công trình bền vững: xác định những vật liệu công trình 'xanh' từ các nguồn lợi địa phương, giảm tải, những hệ thống tối ưu hóa và tạo ra năng lượng tái tạo tại chỗ.
There are several key steps in designing sustainable buildings: specify 'green' building materials from local sources, reduce loads, optimize systems, and generate on-site renewable energy.

### Đánh giá vòng đời
Đánh giá vòng đời (LCA) có thể giúp tránh được những quan ngại triển vọng áp tắt về môi trường, xã hội và kinh tế  bằng cách đánh giá đầy đủ các tác động liên quan đến tất cả các giai đoạn từ khởi phát đến sau kết thúc của một quá trình: từ chiết xuất nguyên liệu qua vật liệu chế biến, sản xuất, phân phối, sử dụng, sửa chữa và bảo trì, và xử lý hoặc tái chế. Tác động đưa vào tính toán bao gồm (trong số những người khác) năng lượng thể hiện, tiềm năng nóng lên toàn cầu, sử dụng tài nguyên, ô nhiễm không khí, ô nhiễm nguồn nước, và chất thải.
Về khía cạnh công trình xanh, vài năm gần đây đã cho thấy một sự thay đổi so với phương pháp "căn cứ thời hiệu", nghĩa là giả định rằng các thực tiễn được quy định nhất định thì tốt hơn cho môi trường, đối với đánh giá khoa học về hiệu suất thực tế thông qua LCA.
Mặc dù LCA được công nhận một cách rộng rãi như là một cách tốt nhất để đánh giá tác động môi trường của các công trình (ISO 14040 cung cấp một phương pháp LCA đã được công nhận), nó vẫn chưa phải là yêu cầu thích hợp về hệ thống và mã đánh giá của công trình xanh, mặc dù thực tế rằng năng lượng thể hiện và sự tác động với các vòng đời cuộc sống khác là rất quan trọng đối với việc thiết kế các công trình chịu trách nhiệm với môi trường.
Tại Bắc Mỹ, LCA được thưởng một phần nào đó trong hệ thống xếp hạng của Green Globes®, và cũng là một phần của Tiêu chuẩn quốc gia mới của Mỹ dựa trên giải Địa cầu xanh, "ANSI / GBI 01-2010: Nghị định thư xây dựng xanh cho các tòa nhà thương mại". LCA cũng được đưa vào như một tín dụng thí điểm trong hệ thống của LEED, dù quyết định chưa được đưa ra rằng liệu nó sẽ được kết hợp hoàn toàn vào bản sửa đổi lớn tiếp theo hay không. Tiểu bang California cũng được đưa vào LCA như là một biện pháp tự nguyện trong "Dự thảo Quy chuẩn Công trình Xanh" của mình năm 2010.
Mặc dù LCA thường được các chuyên gia thiết kế lĩnh hội một cách thường xuyên và khá phức tạp, các tổ chức nghiên cứu như là BRE ở Anh và Viện Vật liệu Bền vững Athena ở Bắc Mỹ đang nỗ lực giúp nó tiếp cận dễ dàng hơn.
Tại Vương quốc Anh, "Hướng dẫn các thông số kỹ thuật xanh" của BRE cung cấp những xếp hạng cho 1.500 vật liệu xây dựng dựa trên LCA.
Tại Bắc Mỹ, ATHENA® "EcoCalculator for Assemblies" cung cấp kết quả LCA cho hàng trăm công trình phổ biến dựa trên dữ liệu được tạo ra bởi phần mềm cha mẹ một cách phức tạp hơn, ATHENA® "Impact Estimator for Buildings". (Các EcoCalculator khả dụng miễn phí tại www.athenasmi.org.). Công cụ phần mềm Athena đặc biệt hữu ích sớm trong quá trình thiết kế khi lựa chọn vật liệu có ý nghĩa sâu rộng cho tác động tổng quát với môi trường. Chúng cho phép các nhà thiết kế thử nghiệm với các hỗn hợp vật liệu khác nhau để đạt được sự kết hợp hiệu quả nhất.

### Hiệu quả về thiết kế và cấu trúc
Nền tảng của bất kỳ dự án xây dựng nào được bắt nguồn từ các giai đoạn thiết kế và chủ đề. Trong thực tế, giai đoạn chủ đề là một trong những bước chính trong thời gian hoạt động của dự án. Bởi vì nó có tác động đến chi phí và hiệu suất. Trong thiết kế các toà nhà tối ưu về môi trường, mục tiêu là làm giảm đến mức thấp nhất tác động của môi trường liên quan đến tất cả các giai đoạn vòng đời của dự án xây dựng. 

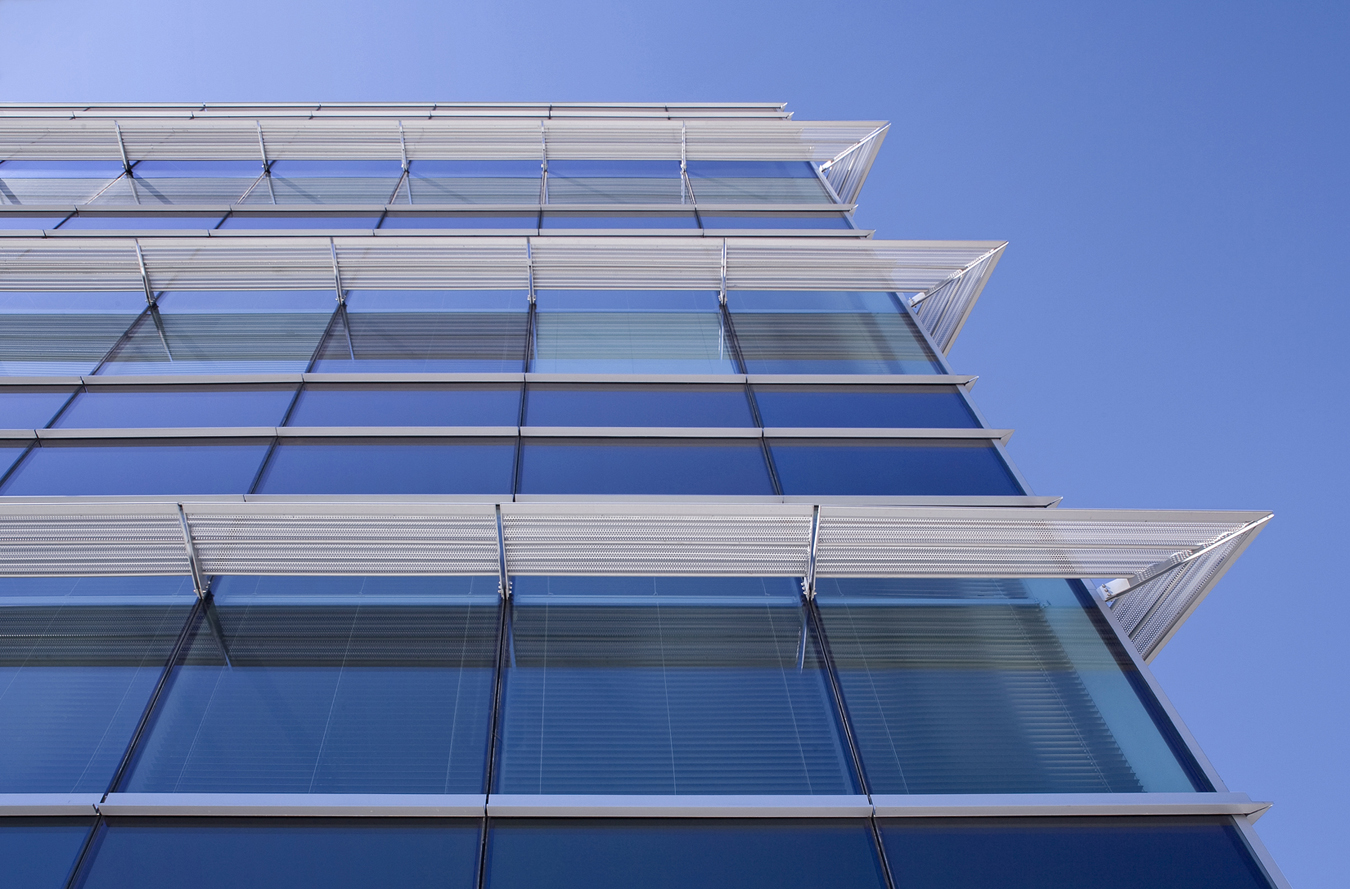
Exterior Light Shelves - Green Office Building, Denver Colorado

 Tuy nhiên, quy trình xây dựng không có khuôn mẫu như quy trình sản xuất công nghiệp, và nó rất đa dạng từ công trình này đến công trình khác, không bao giờ lặp lại y hết nhau. Ngoài ra, các toà nhà là những sản phẩm phức tạp, bao gồm vô số vật liệu và thành phần, mỗi thành phần cấu thành các biến thiết kế khác nhau được quyết định ở giai đoạn thiết kế. Một biến thể trong toàn bộ thiết kế có thể ảnh hưởng đến môi trường trong tất cả các giai đoạn vòng đời có liên quan của tòa nhà.

### Hiệu quả về năng lượng

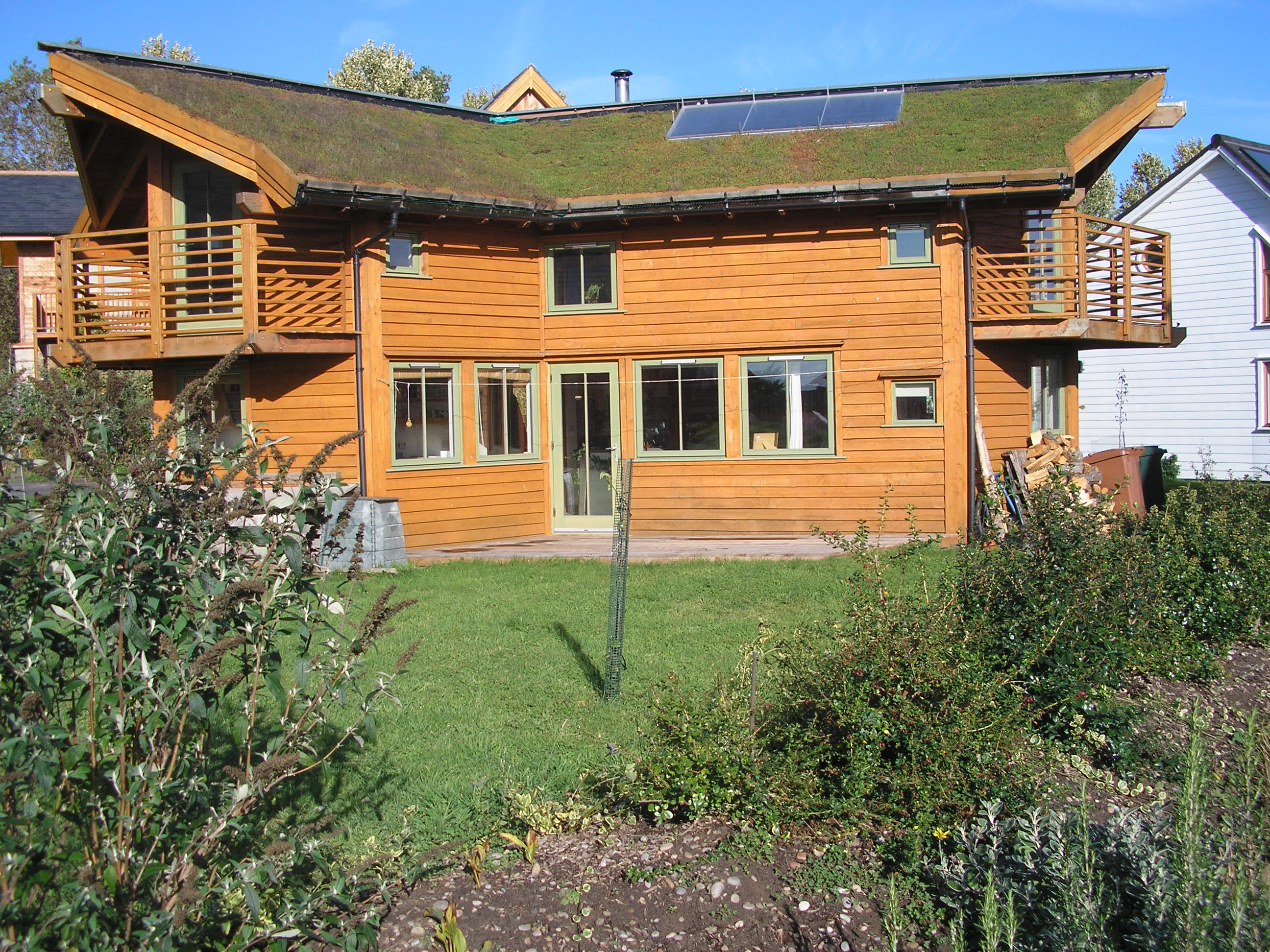
An eco-house at Findhorn Ecovillage with a turf roof and solar panels

Các công trình xanh thường bao gồm các biện pháp giảm tiêu thụ năng lượng – gồm năng lượng tiêu tốn cần thiết để trích xuất, xử lý, vận chuyển và lắp đặt vật liệu xây dựng và vận hành năng lượng để cung cấp các dịch vụ như sưởi ấm và năng lượng cho thiết bị.
Những toà nhà có hiệu suất cao sẽ sử dụng ít năng lượng hoạt động hơn, năng lượng tiêu tốn có tầm quan trọng rất lớn và có thể chiếm đến 30% tổng mức tiêu thụ năng lượng chu kỳ hình hoạt động. Những nghiên cứu như dự án cơ sở dữ liệu Hoa Kỳ cho thấy các tòa nhà được xây dựng chủ yếu bằng gỗ sẽ có năng lượng tiêu tốn thấp hơn so với các tòa nhà được xây dựng chủ yếu bằng gạch, bê tông hoặc thép.
Để giảm sử dụng năng lượng vận hành, các nhà thiết kế sử dụng các chi tiết làm giảm rò rỉ không khí qua màng bọc xây dựng (rào cản giữa không gian điều hòa và không gian bên ngoài). Họ cũng xác định các cửa sổ hiệu năng cao và cách nhiệt thêm vào tường, trần nhà và sàn nhà. Một chiến lược khác, thiết kế xây dựng năng lượng mặt trời thụ động, thường được thực hiện trong các ngôi nhà năng lượng thấp. Nhà thiết kế định hướng cửa sổ và tường và đặt mái hiên và cây xanh 727c9451] Truy xuất: 2008-04-30.</ref> để che cửa sổ và mái nhà trong mùa hè trong khi tối đa hóa thu năng lượng mặt trời vào mùa đông. Ngoài ra, vị trí cửa sổ hiệu quả (ánh sáng ban ngày có thể cung cấp nhiều ánh sáng tự nhiên hơn và làm giảm nhu cầu chiếu sáng điện trong ngày. máy nước nóng năng lượng mặt trời tiếp tục giảm chi phí năng lượng. 
Thời kỳnăng lượng tái tạo tại chỗ thông qua nặng lượng mặt trời, năng lượng gió, năng lượng hydro, hoặc nhiên liệu sinh khối có thể là giảm đáng kể tác động đến môi trường của các toà nhà. Phát điện thường là tính năng tiêu tốn nhiều tiền nhất của một toàn nhà.

### Hiệu quả về nước
Giảm tiêu thụ nước và bảo vệ chất lượng nước là những mục tiêu chính trong công trình thân thiện môi trường. Một vấn đề quan trọng của việc tiêu thụ nước là ở nhiều nơi, nhu cầu về tầng chứa nước vượt quá khả năng bổ sung của nó. Các cơ sở nên sử dụng nguồn nước tái ché nhiều hơn, nên có các biện pháp thu gôm, sử dụng, tinh chế và tái sử dụng tại chỗ. Việc bảo vệ và bảo tồn nước trong suốt cuộc đời của một tòa nhà có thể được thực hiện bằng cách thiết kế cho hệ thống ống nước kép tái chế nước trong nước xả nhà vệ sinh hoặc bằng cách sử dụng nước để rửa xe. Nước thải có thể được giảm thiểu bằng cách sử dụng nước bảo tồn đồ đạc như nhà vệ sinh xả nước thấp và vòi hoa sen dòng chảy thấp. Vòi rửa vẹ sinh thông minh giúp loại bỏ việc sử dụng giấy vệ sinh, giảm lưu lượng cống rãnh và tăng khả năng tái sử dụng nước tại chỗ. Điểm xử lý nước sử dụng và hệ thống sưởi cải thiện cả chất lượng nước và hiệu quả năng lượng trong khi giảm lượng nước lưu thông. Việc sử dụng nước thải và nước thải sinh hoạt để sử dụng tại chỗ như mạng lưới tưới tiêu sẽ giảm thiểu nhu cầu về tầng chứa nước địa phương.
Các tòa nhà thương mại lớn có hiệu suất nước và năng lượng có thể đủ điều kiện để được chứng nhận LEED. Trung tâm Comcast của Philadelphia là tòa nhà cao nhất ở Philadelphia. Nó cũng là một trong những tòa nhà cao nhất ở Mỹ được chứng nhận LEED. Kỹ thuật môi trường của họ bao gồm một hệ thống nước lạnh trung tâm lai làm mát từng tầng với hơi nước thay vì nước. Burn's Mechanical thiết lập toàn bộ quá trình cải tạo của 58 tầng, 13 ngàn mét vuông toàn nhà chọc trời.

### Tăng cường chất lượng môi trường trong nhà
Hạng mục Chất lượng môi trường trong nhà (IEQ) trong các tiêu chuẩn LEED, một trong năm loại môi trường, được tạo ra để cung cấp sự thoải mái, hạnh phúc và năng suất của người cư ngụ. Danh mục LEED IEQ đề cập đến các hướng dẫn thiết kế và xây dựng, đặc biệt là chất lượng không khí trong nhà (IAQ), chất lượng nhiệt và chất lượng ánh sáng.
Chất lượng không khí trong nhà làm giảm hợp chất hữu cơ dễ bay hơi, hoặc VOC, và các tạp chất không khí khác như các chất ô nhiễm vi sinh vật. Các tòa nhà dựa vào hệ thống thông gió được thiết kế phù hợp (cung cấp tự nhiên / thụ động hoặc máy móc) để cung cấp thông gió đầy đủ cho không khí sạch ngoài trời hoặc tuần hoàn, lọc không khí cũng như các hoạt động biệt lập (nhà bếp, chất tẩy rửa khô...). Trong quá trình thiết kế và xây dựng lựa chọn vật liệu xây dựng và các sản phẩm hoàn thiện nội thất với lượng phát thải VOC bằng không hoặc thấp sẽ cải thiện IAQ. Hầu hết các vật liệu xây dựng và các sản phẩm làm sạch / bảo trì phát ra khí, một số chất độc hại, chẳng hạn như nhiều VOC bao gồm formaldehyde. Những loại khí này có thể có tác động bất lợi đến sức khỏe, sự thoải mái và năng suất của người cư ngụ. Tránh những sản phẩm này sẽ làm tăng IEQ của một tòa nhà LEED, HQE and Green Star contain specifications on use of low-emitting interior. Draft LEED 2012 is about to expand the scope of the involved products. BREEAM limits formaldehyde emissions, no other VOCs. MAS Certified Green is a registered trademark to delineate low VOC-emitting products in the marketplace.
Chương trình xanh được chứng nhận MAS đảm bảo những hoá chất nguy hiểm trong sản phẩm được sản xuất đều được kiểm tra kỹ lưỡng và đáp ứng các tiêu chuẩn khắt khe do các nhà nghiên cứu thiết lập, để giải quyết các mối quan tâm về sức khoẻ lâu dài. Các tiêu chuẩn IAQ này được thông qua và được đưa vào các chương trình sau: (1) Hội dồng Công trình Xanh Hoa Kỳ(USGBC) trong hệ thống xếp hạng LEED (2) Bộ Y tế Công cộng California (CDPH) trong phần tiêu chuẩn 01350  (3) hợp tác với những trường có hiệu suất cao(CHPS) trong sách hướng dẫn thực hành tốt nhất and (4) Hiệp hội các nhà sản xuất đồ nội thất và kinh doanh (BIFMA) theo tiêu chuẩn bền vững cấp độ.
Điều quan trọng đối với chất lượng không khí trong nhà là việc kiểm soát sự tích tụ độ ẩm (ẩm ướt) dẫn đến sự phát triển của nấm mốc và sự hiện diện của vi khuẩn, vi rút cũng như bụi và các sinh vật và vi sinh vật. Sự xâm nhập của nước qua màng bọc xây dựng của tòa nhà hoặc nước ngưng tụ trên bề mặt lạnh bên trong tòa nhà có thể tăng cường và duy trì sự tăng trưởng của vi sinh vật. Một màng bọc xây dựng được cách nhiệt tốt và bịt kín sẽ làm giảm các vấn đề về độ ẩm nhưng cần phải thông gió đầy đủ để loại bỏ độ ẩm từ các nguồn trong nhà, bao gồm quá trình trao đổi chất, nấu ăn, tắm, và các hoạt động khác.
Nhiệt độ cá nhân và kiểm soát luồng không khí trên hệ thống HVAC cùng với màng bọc xây dựng được thiết kế phù hợp cũng sẽ giúp tăng chất lượng nhiệt của tòa nhà. Tạo ra một môi trường phát sáng hiệu suất cao thông qua việc tích hợp nguồn ánh sáng ban ngày và nguồn ánh sáng điện sẽ cải thiện chất lượng chiếu sáng và hiệu suất năng lượng của một cấu trúc.